# Lengyendi-patak
A Lengyendi-patak a Mátrában ered, a Galyatető északnyugati határában, Nógrád vármegyében, mintegy 870 méteres tengerszint feletti magasságban. A patak forrásától kezdve északi irányban halad, majd Nemtinél éri el a Zagyvát.
A Lengyendi-patak vízgazdálkodási szempontból a Zagyva Vízgyűjtő-tervezési alegység működési területét képezi.

## Élővilága

### Flórája
A patak növényvilágát többek között az alábbi fajok alkotják: erdei fejvirág (Dipsacus pilosus), szálkás pajzsika (Dryopteris carthusiana).

## Part menti település
- Nemti